# Volkhavaar
Volkhavaar is een fantasyboek van de Britse schrijfster Tanith Lee.
Het boek bevat een verzameling van negen korte verhalen, waaronder het titelverhaal over Kernik, die Volkhavaar wordt, een slechte zwarte tovenaar die mensen aan zich bindt.

## De verhalen
1. Volkhavaar (Engels: Volkhavaar, 1977)
2. De Witte Vrouw (The Demones, 1976)
3. Huzdra (Huzdra, 1977)
4. De Goden Ontvloden (Odds Against the Gods, 1977)
5. Winterwit (Winter White, 1978)
6. Slapende Tijger (Sleeping Tiger, 1978)
7. Een Duif als Moordenaar (The Murderous Dove, 1979)
8. Deux Amours d'une Sorcière (Deux Amours d'une Sorcière, 1979)
9. De Ring Vaarwel (Perfidous Amber, 1979)